# Kårarvet
Kårarvet är en kvartsfyndighet upptaget i en pegmatit vid gården Stora Kårarvet, 3 kilometer väster om Falun. Det är en fyndort för sällsynta mineral som spelade en viktig roll för den svenska grundämnesforskningen vid 1800-talets början.
Förekomsten av ovanliga mineral i Gamla Kårarvet upptäcktes 1815 av Jöns Jacob Berzelius, Johan Gottlieb Gahn och Nils Nordenskiöld i samband med utvidgade undersökningar efter de tidigare fynden i Finnbo och Broddbo. Fynden gjordes vid sprängningar i en stor pegmatitgång. Det är oklart om någon brytning av kvarts gjorts tidigare, men efter undersökningarna tycks fyndigheten övergivits.
Nya Kårarvet som ligger ca. 500 m NV om det av Berzelius undersökta Gamla Kårarvet, var ett område där viss försöksbrytning på kis-malm och kalk tycks ha förekommit. Det är en pegmatitförekomst med flera gångar vilken omnämns först av Adolf Erik Nordenskiöld på 1860. Efter en sprängning i en av gångarna har han funnit ett intressant mineral som han benämner hjelmit. Undersökningar fortsatte under 1800-talets andra hälft. Senare gjorde Stora Kopparberg 1928 fruktlösa försök att bryta malm ur de gamla malmskärpningarna. Inmutningarna behölls dock och 1953 gjordes fynd av volframmineralet scheelit. Halterna visade sig dock vara för låga för brytning.
Mineralen vid Kårarvet förekommer på granit/pegmatitgångar, och innehåller sällsynta element som påminner mycket om fyndigheterna i Finnbo och Broddbo. 
Vid Kårarvet har man påträffat bland annat gadolinit, ortit, yttrotanalit, fergusonit, yttrocerit, monazit, beryll, topas och tennsten.
Kårarvet är numera skyddat som naturvårdsområde, Kårarvsgruvans naturvårdsområde.